# Milijewe
Milijewe (ukrainisch Мілієве; russisch Милиево Milijewo, rumänisch Milie, deutsch Millie) ist ein Dorf im Westen der ukrainischen Oblast Tscherniwzi mit etwa 2100 Einwohnern (2022).

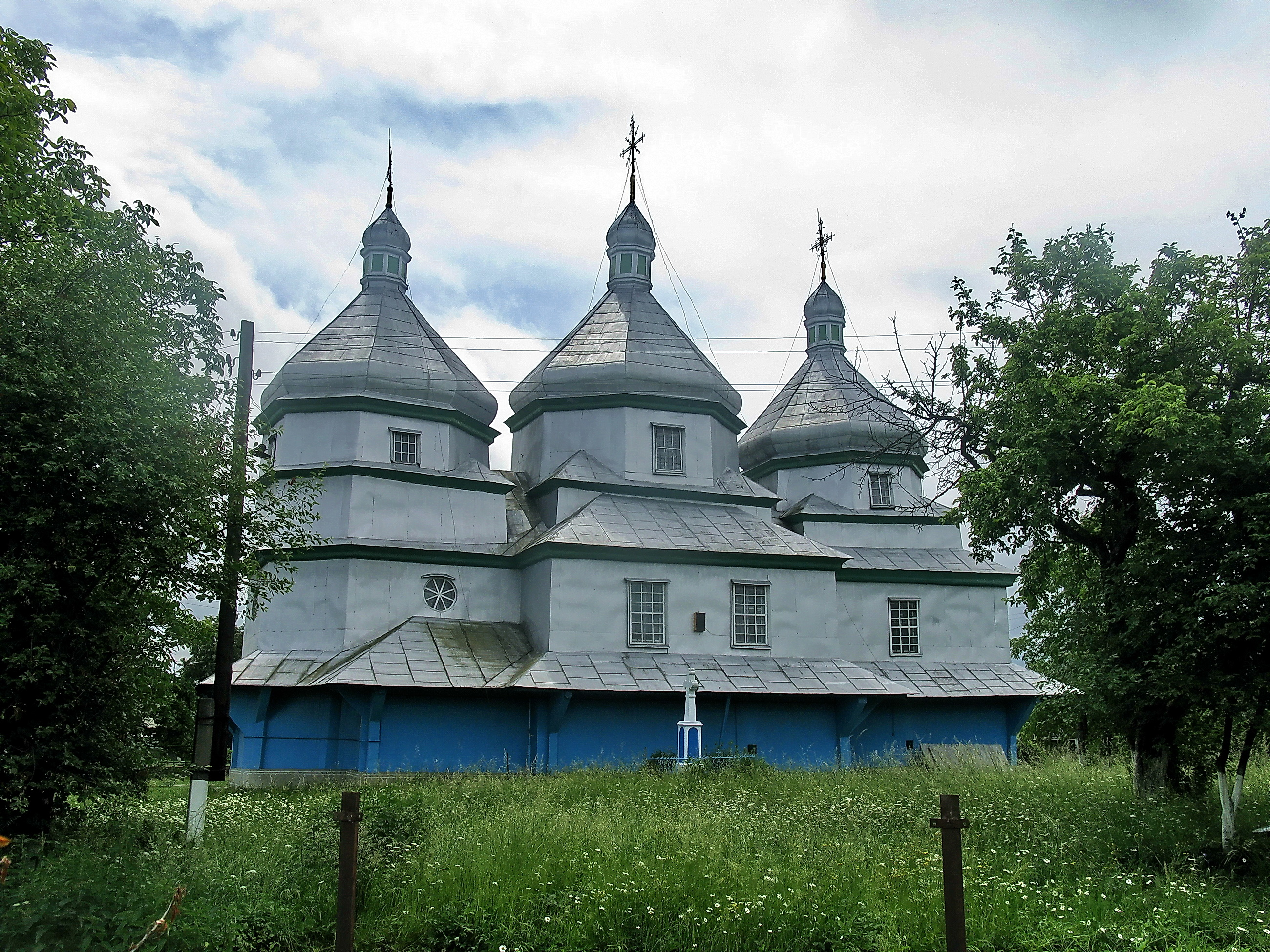
Kirche im Dorf

Das erstmals 1445 schriftlich erwähnte Dorf liegt in der Bukowina auf einer Höhe von 279 m am rechten Ufer des Tscheremosch, 11 km nordöstlich vom Gemeinde- und Rajonzentrum Wyschnyzja und etwa 55 km westlich vom Oblastzentrum Czernowitz. Auf den gegenüberliegenden Ufer des Tscheremosch beginnt die Oblast Iwano-Frankiwsk.
Durch das Dorf, das eine Bahnstation an der Bahnstrecke Sawallja–Wyschnyzja besitzt, verläuft die Territorialstraße T–26–01.
Am 16. September 2016 wurde das Dorf ein Teil der neu gegründeten Stadtgemeinde Wyschnyzja im Rajon Wyschnyzja, bis dahin bildete es zusammen mit den Dörfern Kybaky (Кибаки, ⊙) mit etwa 600 Einwohnern und Serednij Majdan (Середній Майдан, ⊙) mit etwa 190 Einwohnern gehörten die Landratsgemeinde Milijewe (Міліївська сільська рада/Milijiwska silska rada) im Norden des Rajons.

## Söhne und Töchter der Ortschaft
- Dmytro Sahul (1890–1944), ukrainischer Dichter